# Peso nicaraguayen

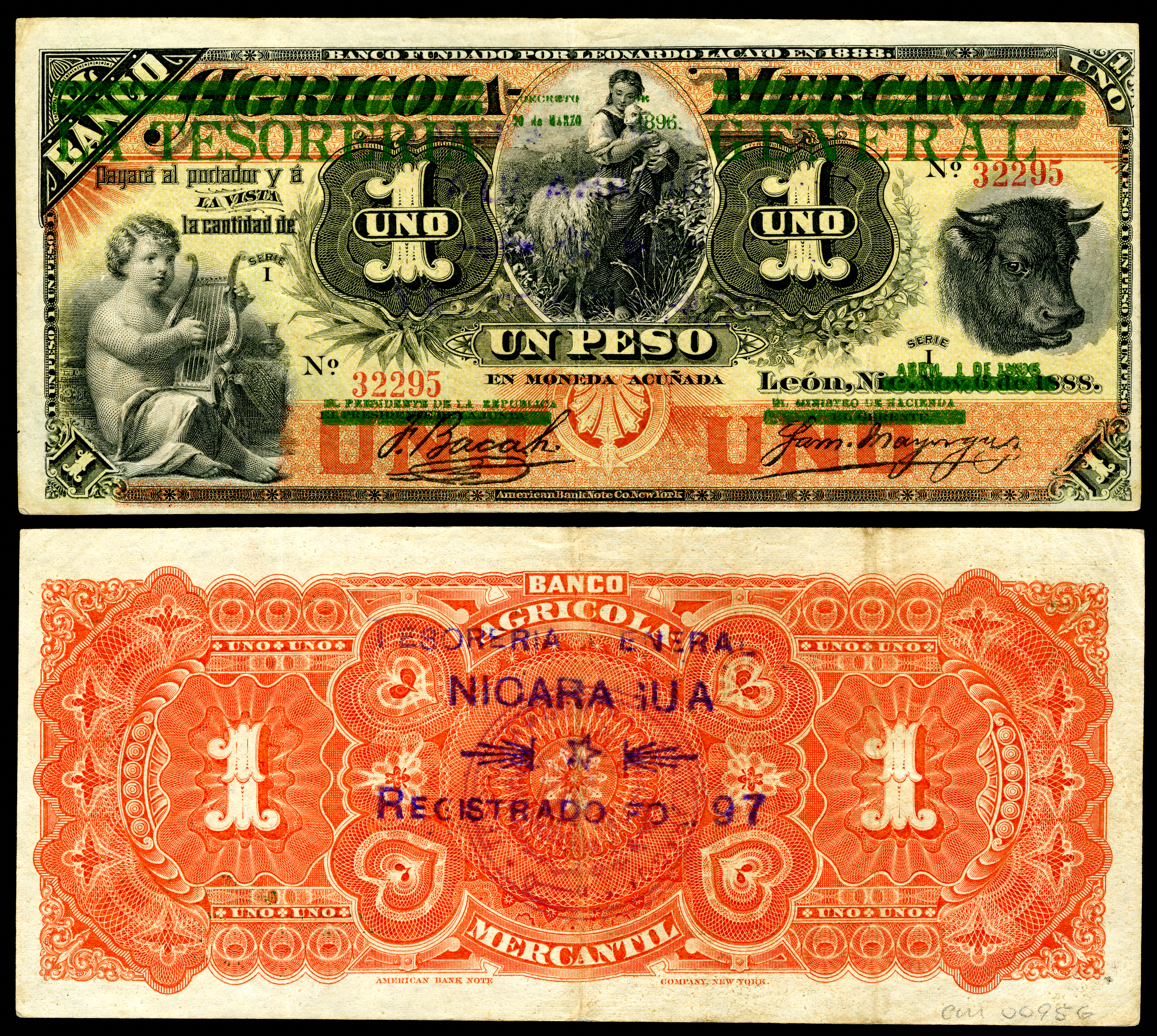
Tesoreria Surimpression générale d'un billet de banque Agricola Mercantile, 1 peso (1896).

Le peso nicaraguayen était la monnaie du Nicaragua entre 1878 et 1912. C'était la première monnaie nationale du Nicaragua, remplaçant le réal de la République fédérale d'Amérique centrale et celle des États voisins. Il a été subdivisé en 100 centavos et lors de son introduction, il valait 8 réaux, et avait le même poids et la même masse que le peso fuerte, mais en raison de dévaluations récurrentes, il a été remplacé par le córdoba à un taux de 12½ pesos = 1 peso fuerte = 1 córdoba.

## Pièces
En 1878, des pièces de 1 centavo cupro-nickel furent introduites, suivies, en 1880, de pièces d'argent de 5, 10 et 20 centavos. En 1898 et 1899, des pièces de 5 centavos cupro-nickel ont été émises. Ce sont les dernières pièces de cette monnaie à être frappées.

## Billets de banque
À partir de 1881, le Trésor national a émis des billets en coupures de 1, 5, 25, 50 et 100 pesos. Des notes de 10, 20 et 50 centavos ont été ajoutées en 1885, suivies de 10 pesos en 1894.